# Колдстрим (группа)
Колдстрим — российская рок-группа из Москвы, играющая на стыке стилей альтернативный-рок, поп-рок, поп-панк. Образованна в 2010 году.

## История
Группа Колдстрим образовалась в 2010 году как проект двух московских музыкантов — гитариста Сергея Рожкова и вокалистки и автора песен Софии Каревой.
В начале своей деятельности проект был сугубо студийным экспериментом. Музыканты записали несколько песен, а на песню «Я улетаю» сняли полупрофессиональное видео. Интернет-аудитории песня понравилась и клип «Я улетаю» в 2011 году поднялся на 5-е место Всероссийского музыкального Хит-парада молодых исполнителей телеканала «Страна» (ВГТРК). В этом же году к проекту Колдстрим присоединились барабанщик Алексей Казаченко, гитарист Михаил Вавилов и бас-гитарист Роман Евсеев, и экспериментальный проект стал полноценной живой группой. В июне 2011 года группа Колдстрим участвовала во всероссийском молодёжном фестивале «Rock-Set 2011» и получила спецприз жюри фестиваля.
В 2012 году группа представила свой дебютный альбом «Здесь и теперь» и презентовала его сольным концертом в сети Media Markt. Группа была замечена и приглашена на фестивали «А. Л. А. Р.М! 2012», «Рок-холмы 2012».
В марте 2013 года в поддержку к альбому музыканты представили первое профессиональное видео, снятое на песню «Брось» и приняли участие в рок-фестивалях «Мото-Малоярославец 2013» и «Западные ветра 2013» (Москва).
В 2014 году видеоклип «Брось» одержал победу в Номинации «Лучшее Рок-видео» Музыкальной Премии ivimusic. А в декабре 2014 года музыканты представили слушателям сингл и новое видео на акустическую песню «Пока не тает снег».
В начале 2015 года Колдстрим выпустил новый мини-альбом «#Реванш» и уже летом этого же года получили приглашение на участие в рок-фестивале «Нашествие 2015».
В 2016 году группа продолжила свою деятельность, выступая на арт-площадках Москвы и на радиостанциях. В сентябре 2016 года группа сыграла «живой концерт» в программе «Музыка крыш» на Радио «Балтика FM».
В 2018 году группа Колдстрим принимала участие в официальных концертных мероприятиях Чемпионата Мира в Москве — музыканты сыграли сольный концерт на сцене фестиваля хорватского футбола в Парке Музеон. В этом же году коллектив Колдстрим стал Дипломированным финалистом восьмой телевизионной Национальной премии «СТРАНА», в номинации «Большая сцена».
В 2019 году группа Колдстрим повторно была приглашена на участие в юбилейном рок-фестивале «Нашествие 2019».
За годы своей деятельности коллектив принимал участие в программах «Фано_тека», «Ночной молодёжный канал» (ТВ «Столица»), телеканала «Страна», постоянно ротируется в проекте «Нашего радио» для молодых музыкантов «радио Наше 2.0».
В преддверии выхода полноформатного альбома группа выпустила три сингла. Сингл «Осень» был представлен публике в начале  2020 года. Сингл «Я не слышу слово нет» вышел на всех музыкальных платформах 20 октября 2021 года и сингл «Вызов» в 03 декабря этого же года.
4 февраля 2022 года группа Колдстрим выпустила полноформатный альбом под названием «Капитализм».
В конце июля 2022 года группа Колдстрим получила приглашение на участие в качестве специального гостя, в ежегодном рок-фестивале «НашРокФест» который прошёл в Тверской области.
5 августа 2022 года команда Колдстрим выпустила сингл «Где мой чай?»
7 апреля 2023 года группа совместно с Александром Некрасовым выпускает сингл  пиано - версия «Кеды».
8 мая 2023 года ко Дню Победы группа Колдстрим представила свою версию песню «Тёмная Ночь».

 «Тёмная Ночь» одна из лучших версий исполнения. Казалось бы, что тут ещё можно придумать: сотни вариаций на тему, однако Софии как-то по-новому удалось и тревогу, и нежность передать. Наибьютефул!»— Дмитрий Чернов, Aurum Inutile, Радио России
26 мая 2023 года группа Колдстрим выпустила сингл «Черный экран».
В 2023 году группа Колдстрим приняла участие в записи второй части трибьют-альбома «Выход Дракона». Альбом посвящён Александру «Рикошету» Аксёнову. Колдстрим записали кавер-версию песни «Энтузиазм» группы «Объект насмешек».
В июне 2023 года видеоклип группы  «Знаю и так» получил две премии фестиваля музыкальных клипов «КлипFest»— главную премию «Лучшее игровое музыкальное видео и  премию «Приз зрительских симпатий».
15 сентября группа Колдстрим выпустила сингл «Когда ты купишь мне машину».
В 2024 году группа Колдстрим попала в лонг-лист Премии «Нашего радио» «Чартова дюжина» сразу в четырёх номинациях: Солистка, Группа, Кавер, Концерт. Также в лонг-лист и в шорт-лист Премии попал кавер песни соавторства вокалистки группы КОЛДСТРИМ Софии Каревой "Дорога без тебя", в исполнении группы "Ангел-Хранитель". Песня была написана в соавторстве с Сергеем Терентьевым для группы «Артерия» и первоначально вышла в 2005 году на альбоме «Артерии» «Лети на свет».
В 2024 году группа Колдстрим становится артистом ведущего российского лейбла звукозаписи «Navigator Records».
В сентябре 2024 года Колдстрим выпускает альбом лучших песен, состоящий из 13 треков, написанных группой за 13 лет существоввния, «Мои 13 the Best». Альбом был также выпущен в формате CD, в рамках краудфандинга, в расширенной иммерсивной версии.
В октябре 2024 Колдстрим выпускает рок-кавер на песню Людвига ван Бетховена «Сурок». Текст песни для этого релиза, написанный Иоганном Вольфгангом фон Гёте, в переводе Сергея Заяицкого, был частично переписан вокалисткой группы Софией Каревой.
В мае 2025 года, к 80-летию Победы в Великой Отечественной войне, Колдстрим выпускает кавер на песню Владимира Высоцкого «Песня о звёздах».

## Состав
| Текущий состав - София Карева — вокал, автор песен, концепция (с 2010 года) - Сергей Рожков — гитара, бас гитара (с 2010 года) - Алексей Казаченко — ударные, перкуссия (с 2011 года) - Александр Горный — бас гитара (с 2020 года) | Бывшие участники - Георгий Капустин — бас гитара (2012—2016 годы) - Роман Евсеев — бас гитара (2011 год) - Михаил Вавилов — гитара (с 2011-2021 годы) |

## Дискография

### Синглы
- 2015 — «Пока не тает снег»
- 2017 — «Радикально»
- 2017 — «Максимум»
- 2017 — «Неформат»
- 2018 — «Это весна»
- 2019 — «Детокс»
- 2020 — «Осень»
- 2021 — «Я не слышу слово нет»
- 2021 — «Вызов»
- 2022 — «Где мой чай?»
- 2023 — «Кеды» (Piano Versio)
- 2023 — «Тёмная ночь» (Военные песни)
- 2023 — «Чëрный экран»
- 2023 — «Когда ты купишь мне машину»
- 2024 — «Бухают»
- 2024 — «Энтузиазм (Объект насмешек Сover)»]
- 2024 — «Сурок» (Людвиг ван Бетховен Cover)
- 2024 — «Падает небо» (Артерия Cover)]
- 2025 — «Внутри»
- 2025 — «Песня о звёздах» (Высоцкий Cover)]
- 2025 — «Рубашка в клетку»

### Студийные альбомы
- 2012 — «Здесь и теперь»
- 2015 — «#Реванш» (ЕР)
- 2016 — «Без фильтра» (ЕР)
- 2022 — «Капитализм»
- 2024 — «Сделай мне легко»
- 2024 — «Мои 13 the Best»
- 2024 — «Merry Christmas!» (feat. ICING BAND)
- 2025 — «Баллады для сильных»

### CD альбомы
- 2012 — «Здесь и теперь»
- 2015 — «#Реванш»
- 2022 — «Капитализм»
- 2024 — «Мои 13: the Best» (сборник лучших песен, иммерсивный формат)

### Концертные альбомы
- 2023 — «Новогодний oнлайн концерт, часть 1 Live»
- 2023 — «Новогодний онлайн концерт, часть 2 Live»

### Сборники
- 2023 — «Выход дракона (Трибьют Объект насмешек, Рикошет), Часть 2» — «Энтузиазм»
- 2024 — Трибьют-альбом к 20-летию группы «Артерия» — «Падает небо»

### Кавер-версии (feat ICING BAND)
- 2019 — Queen — «Love of My Life»
- 2020 — Sting —«Shape of My Heart»
- 2020 — Queen — «I Want to Break Free»
- 2020 — Leonard Cohen — «Hallelujah»
- 2020 — Chris Isaak — «Wicked Game»
- 2023 — Wham! — «Last Christmas»
- 2023 — Muse — «Feeling Good»
- 2024 — Red Hot Chili Peppers — «Under the Bridge»
- 2024 — Elvis Presley — «It’s Now or Never»

## Видеография
- 2010 — «Я улетаю»
- 2013 — «Брось»
- 2014 — «Пока не тает снег»
- 2018 — «Знаю и так»
- 2019 — «Это весна»
- 2019 — «Детокс»
- 2021 — «Радикально» (Нашествие 2019) (Snippet)
- 2021 — «Осень»
- 2023 — «Где мой чай»
- 2023 — «Когда ты купишь мне машину» (Snippet)
- 2024 — «Бухают»

## Достижения и награды
- 2011 — Спецпремия Всероссийского молодёжного рок-фестиваля «Rock-Set 2011».
- 2014 — Премия за лучший рок-клип Музыкальной Премии ivi Star, учрежденной ivi.ru — клип «Брось».
- 2015 — Победители конкурсного отбора «Нашего радио» «Наше 2.0».
- 2016 — Победители сезона радиопрограммы «Аурум» на «Радио России»
- 2018 — Номинация «Большая сцена» «Национальной Премии Страна»  — клип «Брось».
- 2023 — Главная премия «КлипFest»  — «Лучшее игровое музыкальное видео (Конкурс музыкальных клипов Президентского фонда культурных инициатив).
- 2023 — Премия «КлипFest» «Приз зрительских симпатий».

## Рецензии
- Рецензия на альбом Колдстрим «Капитализм» + сингл «Кеды» (пиано версия) Дениса Ступникова, «Мультипортал KM.RU»
- Рецензия на сингл «Тёмная ночь» Дмитрия Чернова, программа «Aurum Inutile», «Радио России»
- Рецензия на сингл «Колыбельная для взрослых» Игоря Седова, «Наше радио», программа «Битва за эфир»
- Рецензия на альбом Колдстрим «Сделай мне легко» Дениса Ступникова, «Мультипортал KM.RU»

## Интервью
- Интервью на «Нашего радио 97.5 FM» (г.Тверь)
- Интервью на «Радио России» (г.Тула)
- Интервью для радио «Зенит 89,7 FM« (г.Санкт-Петербург)
- Интервью на «Радио Шок« (г.Санкт-Петербург)
- Интервью «11 каналу» (г.Пенза)
- Интервью на телеканале «Страна» (ВГТРК «Страна»)
- Интервью для программы «Тяжёлый понедельник» ТРК Экспресс (медиахолдинг, (г.Пенза))
- Интервью для интернет-журнала «Качели»
- Интервью для Первой независимой онлайн радиостанции Беларусии «Прайм Радио»
- Интервью для радио «Восток России 103.7 FM» программе «Maxi Rock» (г. Хабаровск)
- Интервью в баре Rock&Roll
- Интервью 1 порталу «Группа Быстрого Реагирования» (ГБР) (Genefis Media)
- Интервью 2 порталу «Группа Быстрого Реагирования» (ГБР) (Genefis Media)